# William L. Bray
Prof. Dr. William L. Bray (19 de septiembre de 1865-25 de mayo de 1953) fue un botánico, ecólogo, biogeógrafo, y profesor estadounidense.
En 1893, recibió el bachillerato de la Universidad de Indiana , su maestría de Lake Forest University en 1894, y el PhD de la Universidad de Chicago en 1898. También estudió botánica en los Reales Jardines Botánicos de Berlín.
En 1907 aceptó un puesto en la Universidad de Siracusa, donde enseñó hasta su retiro en 1943. Allí fue fundador del "New York State College of Forestry" en la Syracuse University, y su primer Decano de 1911 a 1912.

## Publicaciones
- 1901. "The Ecological Relations of the Vegetation of Western Texas"
- 1904. "Forest Resources of Texas"
- 1904. "The Timber of the Edwards Plateau of Texas"
- 1905. "Vegetation of the Sotol Country in Texas"
- 1906. "Distribution and Adaptation of the Vegetation of Texas"
- 1910. "The Mistletoe Pest in the Southwest"

## Honores
- Bray Hall: edificio completado en 1917, dedicado a Forestales. the New York State College of Forestry at Syracuse University and its first Dean,1911-12.

En su honor y en el de Edwin Burton Uline (1867-1933), se nombró el género:
- Brayulinea Small

- La abreviatura «W.L.Bray» se emplea para indicar a William L. Bray como autoridad en la descripción y clasificación científica de los vegetales.[2]